# Cyclone Joy
Pour les articles homonymes, voir Joy.
Le cyclone Joy a frappé l'Australie à la fin de l'année 1990, provoquant les troisièmes plus fortes inondations de l'histoire à Rockhampton, Queensland. Ce cyclone tropical avait commencé comme une faible dépression tropicale près des Îles Salomon et s'était d'abord déplacé vers l'ouest. Le 18 décembre, il fut nommé Joy, devenant ainsi la 2e tempête nommée de la saison cyclonique 1990-91 de la région autour de l'Australie. Après une bifurcation vers le sud-ouest, le cyclone Joy développait un œil et ses vents maximums soutenus atteignirent 165 km/h tout en s'approchant de Cairns, dans l'extrême nord du Queensland. Donnant de forts vents à la ville, jusqu'à 124 km/h, le cyclone faiblit et vira vers le sud-est pour finalement frapper la côte près de Townsville, Queensland, le 26 décembre. Le système se dissipa le lendemain et le restant de son humidité provoqua des pluies torrentielles sur le Queensland pendant deux semaines.
En longeant la côte, le cyclone causa des pannes de courant à Cairns. À Mackay, Joy engendra une tornade qui avait endommagé 40 maisons ainsi que des pluies torrentielles avec une accumulation maximale de 2 mètres juste au sud de la ville. La plupart des dommages causés par Joy le furent par de graves inondations qui persistèrent pendant des semaines. Les pluies provoquèrent une élévation substantielle des niveaux d'eau de dix cours d'eau, dont le fleuve Fitzroy, qui déversa environ 18 trillons de litres d'eau douce dans Keppel Bay en plus de 25 jours. La Grande Barrière de Corail subit des dommages biologiques : la diminution de la salinité provoqua le blanchissement du corail. Le niveau du fleuve Fitzroy eut un pic de 9,30 m à Rockhampton, forçant des milliers de personnes à évacuer leur maison ; certains individus ne pouvant être secourus que par hélicoptère. Ailleurs en Australie, les pluies post-tropicales allégèrent les conditions de sécheresse et éteignirent les feux de brousses près de Sydney. 
Dans l'ensemble, Joy provoqua la mort de six personnes et causa pour 300 millions de dollars australiens de dommages (234 millions de $US de 1990) et le gouvernement du Queensland déclara l'état d'urgence sur environ 30 % de l'État. Le nom de Joy fut retiré des listes futures des noms pour les cyclones tropicaux du bassin du Pacifique sud à cause de ses effets.

## Évolution météorologique
À la mi-décembre, un creux de mousson persistant affectait l'ouest de l'Océan Pacifique causant deux perturbations tropicales, l'une au nord et l'autre au sud de l'équateur. Dans le nord-ouest de l'océan Pacifique, le système était devenu le typhon Russ. Dans le bassin sud, le 15 décembre, une dépression tropicale s'était formée à l'est des Îles Salomon et au cours des jours suivants le système était passé au sud du pays en étant mieux organisé. 
Le 18 décembre, le Bureau of Meteorology (BOM) australien commençait à suivre la dépression tropicale et la nomma Joy, selon la liste de noms prévus, après qu'elle eut atteint le seuil de tempête tropicale,. Un météorologue de Darwin a expliqué plus tard que le nom  Joy (Joie en français) provenait d'une liste prédéterminée de noms et s'est excusé de la coïncidence avec la période de Noël d'un événement si peu « joyeux » Le Joint Typhoon Warning Center (JTWC), le centre de prévision inter-armées américain, commençait aussi le 18 décembre à émettre des avertissements concernant la tempête, lui donna l'identification Cyclone Tropical 06P. Une crête au sud de Joy dirigea icelle vers l'ouest-sud-ouest.
Initialement, Joy se retrouvait sous de cisaillement des vents en altitude mais en s'approchant du courant-jet tropical et en bifurquant vers le sud-ouest, les conditions étaient devenues plus favorables à son intensification rapide pour atteindre l'équivalent d'un ouragan de catégorie 1 dans l'échelle de Saffir-Simpson le 21 décembre, À 0 h UTC, le 23 décembre, le BOM estime que Joy atteignit son intensité maximum avec des vents soutenus sur 10 minutes de 165 km/h, ce qui classe comme Cyclone tropical sévère de catégorie 4 dans l'échelle d'intensité australienne. En même temps, le JTWC estima la même valeur de vent soutenus pendant une minute ce qui le classe comme un ouragan de catégorie 2 dans l'échelle de Saffir-Simpson. Joy développa un œil de 50 km de diamètre avec des murs concentriques .
La tempête arrivant près la côte nord-est de l'Australie, passa à moins de 100 km de Cairns et bifurqua vers le sud-est pour longer lentement la côte. Une crête barométrique en intensification au sud du système dévia sa trajectoire et le BOM s'inquiéta que le cyclone ne fît une boucle vers l'ouest et frappât Cairns. Une advection d'air sec dans la masse nuageuse de Joy affaiblit ensuite ce cyclone pour le ramener à l'équivalent d'une forte tempête tropicale. Le 26 décembre à 6 h UTC, après un changement de trajectoire vers le sud-ouest, la tempête toucha terre près de Townsville, Queensland, avec des vents estimés à 95 km/h,. Le  même jour, le JTWC terminait l'émission de ses bulletins  et le 27 décembre, Joy se dissipa à l'intérieur du Queensland. Cependant, des restes du système persistèrent jusqu'à début janvier, donnant des précipitations dans tout le Queensland.

## Préparatifs
Avant que Joy ne frappât l'Australie, les habitants furent évacués des stations balnéaires des îles Fitzroy et Green en bateau ou par avion. Les autorités ouvrirent des centres d'évacuation sur le continent et mirent l'armée australienne en état d'alerte. Un homme dut aussi être repêché au large de l'île Hope en hélicoptère avant de la tempête et l'armée évacua sa flotte d'hélicoptères Blackhawk de la base de Townsville vers l'intérieur des terres.
La menace de la tempête causa la fermeture des centres commerciaux et de l'aéroport de Cairns, juste avant Noël. Les vols furent détournés ou retardés, forçant environ 1 000 voyageurs à passer Noël à l'aéroport. Les déplacements routiers furent interdits dans certaines zones du nord-est du Queensland et les habitants de Port Douglas furent évacués de force.
Le centre des alertes aux inondations de Brisbane émit 192 alertes liées au cyclone Joy en décembre et janvier, débutant le 23 décembre. La plupart des alertes étaient reliées à une augmentation des niveaux d'eau le long des rivières.

## Impact

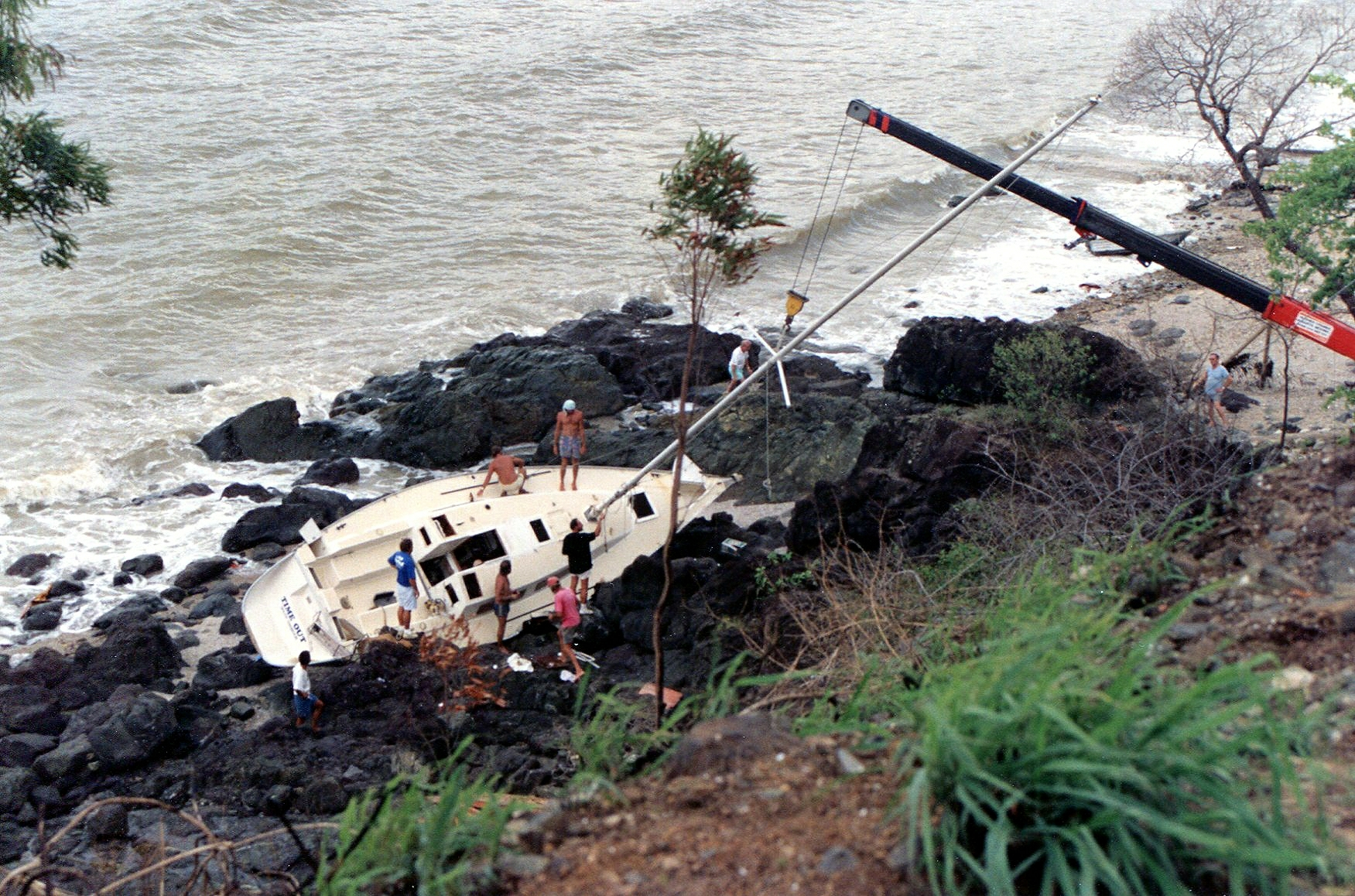
Un yacht échoué au large de la plage d'Airlie Beach, Queensland, dans les Îles Whitsunday.

Le cyclone Joy causa la mort de six personnes, dont cinq dans les débordements de cours d'eau, et environ 300 millions de dollars australiens en dommages (234 millions de $SD de 1990). À Innisfail, le cyclone détruisit 90 % des récoltes autour de la ville et plus de 20 maisons furent endommagées par le vent. Les producteurs de bananes de la région de Cairns perdirent un total de 1,2 million de régimes de bananes. Au total, le montant des dégâts agricoles s'éleva à plus de 70 millions de dollars australiens, affectant principalement les cultures de cannes à sucre et de bananes,. Environ 30 000 têtes de bétail furent tuées dans la région.

### Vents
Joy passa à environ 80 km de l'île Green au large de la côte du Queensland, donnant des rafales de vent de 180 km/h et causant de lourds dégâts aux îles avoisinantes. Une personne s'est noyée en surfant près de Mackay. Les quatre occupants d'un navire de pêche endommagé par la tempête durent passer quatre jours périlleux dans l'île de Cockermouth avant qu'un hélicoptère pût les secourir. Plusieurs autres bateaux furent endommagés dans les Îles Whitsunday. Puisque le cyclone dérivait lentement le long de la côte du nord-est de  l'Australie, les vents violents affectèrent un long moment toute la région et des rafales à 124 km/h furent enregistrées à Cairns,. Ces vents renversèrent des arbres qui causèrent des pannes d'électricité et de téléphone, l'approvisionnement en eau fut aussi interrompue et  Cairns fut brièvement isolée du restes du pays par les débris jonchant les routes. À Port Douglas, l'onde de tempête associée à Joy atteignit 0,5 m.

### Pluie
La tempête et ses restes donnèrent de fortes pluies tout le long du Queensland pendant environ deux semaines avec des pointes de plus 2 m au sud de Mackay et plus d'un mètre entre Bowen et St.Lawrence. Le plus haut cumul sur 24 heures a été de 458 mm à environ 30 km à l'ouest de Sarina. Lorsque Joy toucha la côte, elle donna trois jours de pluie totalisant 831 mm à Blue Mountain et 506 mm à Waitara. Des complexes météorologiques générateurs de pluie continuaient à affecter la région jusqu'en mars 1991 causant la troisième plus grande inondation dans la région en plus de 100 ans.

### Inondations

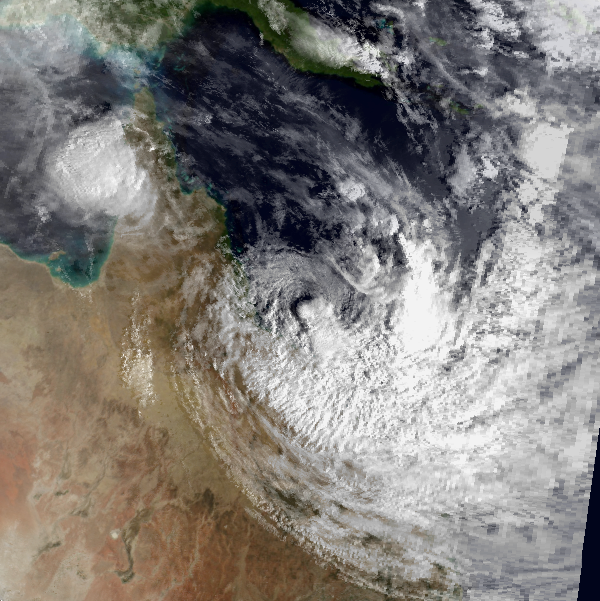
Cyclone Joy faiblissant à proximité de la côte.

Les pluies causèrent des inondations à travers toute la région en relevant le niveau d'eau le long de dix rivières,. Le fleuve Fitzroy à lui seul sortit de son lit inondant 4 000 km2 de son bassin. La crue causa une importante érosion des berges et emporta environ 18 millions de tonnes de terre et de végétation. À la fin du mois de décembre, la rivière Pioneer à Mackay eut un pic de 7,6 m juste sous la limite de sécurité son système de digues. La ville de Giru avait été victime d'inondations, ce qui se sera reproduit plusieurs fois jusqu'en février de cette année-là,. Le haut niveau d'eau le long de la rivière Tully avait inondé une partie de la route Bruce. Pendant la deuxième semaine de janvier, la rivière Herbert culmina à 11,32 m, inondant des zones résidentielles à Ingham. Ailleurs en Australie, les restants de Joy provoquèrent des pluies significatives qui aidèrent à éteindre des feux de brousse près de Sydney.
À Rockhampton, le fleuve Fitzroy atteignit un pic initial de 9,15 m, un autre de 9,30 m au début de janvier 1991, soit le troisième plus haut niveau depuis le début des relevés en 1860 après les inondations en 1918 et 1954,. L'eau provenant de plusieurs affluents du Fitzroy près de Rockhampton permit au niveau de celui-ci de rester à 8 m pendant 13 jours. L'inondation avait affecté 350 maisons, la plus sérieuse depuis 1954, isolant la ville pendant environ trois semaines en coupant routes, chemins de fer et provoquant la fermeture de l'aéroport,,.
Avant le pic de l'inondation, le Premier ministre Tom Burns déclarait l'état d'urgence pour Rockhampton, donnant à la police locale le pouvoir d'obliger les individus vivant dans les zones inondables à quitter leurs maisons. Ce sont plus de 1 000 personnes qui s'étaient réfugiées dans des zones plus élevées, principalement chez des amis ou de la famille et dans des écoles,. Dans une tentative pour atténuer les dommages, 150 bénévoles remplirent de 43 000 sacs de sable pour protéger de la montée des eaux. Les résidents à proximité d'un chenil déplacèrent environ 100 chiens.

### Autres effets
Les inondations endommagèrent en partie la Grande barrière de corail par le blanchissement des coraux. En plus de 25 jours, le Fitzroy déversa environ 18 trillions de litres d'eau dans Keppel Bay produisant une forte baisse de salinité. Sur l'île de Great Keppel, environ 85 % des coraux en eaux peu profondes moururent. Des dommages furent aussi rapportés dans les Îles Whitsunday. La décharge du fleuve Fitzroy affecta aussi diverses groupes d'îles de corail de la zone côtière selon la direction des vents et des courants océaniques. L'écoulement poussa un groupe de tortues d'eau douce du continent vers North West Island et il fallut  les retourner plus tard à leur habitat d'origine. L'apport d'eau réduisit de 30% la productivité la pêche commerciale.
Une bande de précipitations externe du cyclone frappa Mackay en touchant terre, produisant une tornade qui avait endommagé 40 maisons et en détruisit totalement deux autres, en plus d'endommager un parc de maisons mobiles. Les effets de la tempête étaient inattendus à cet endroit (à cause de la tornade) et causèrent pour 10 millions de dollars australiens en dommages. Les inondations causés par la pluie touchèrent près de 90 % de la ville, ce qui a limité les voyages en train causant trois annulations de départs et bloquant des centaines de voyageurs,.

## Épilogue
L'approvisionnement en eau a été rétabli en quelques jours après le passage de Joy. L'impact des inondations sur l'industrie du charbon fut d'environ 60 millions $AUS en raison de la perte de production et des entraves à l'exportation. Rockhampton fut isolée par les inondations et des centaines de familles durent être ravitaillée en nourriture et en eau par hélicoptère,. L'approvisionnement de Rockhampton n'a été repris que le 20 janvier alors que l'aéroport et les routes furent rouverts. La ville initia une politique de gestions des zones inondables à la suite du cyclone. 
Les inondations ont permis de remplir le réservoir Peter Faust en quelques semaines grâce aux apports dans son bassin versant, accélérant un processus qui aurait dû prendre plusieurs années. Plusieurs mois après le passage de Joy, le service des parcs nationaux et de la faune du Queensland rassemblait des informations sur les impacts environnementaux de l'inondation, incluant certains aspects bénéfiques tels le développement de nouveaux lieux de nidification et à l'atténuation de la sécheresse. Le gouvernement du Queensland refit une partie de la route Bruce près de Rockhampton afin de réduire les risques d'inondation lors de cyclones futurs.
Les autorités estimèrent qu'environ un tiers de l'État du Queensland fut une zone sinistrée après le passage Joy afin de diriger des fonds pour effectuer les réparations idoines,. Le gouvernement du Queensland fournit une aide financière aux familles sinistrées et avait offert des prêts spéciaux aux agriculteurs touchés par la tempête. Le gouvernement fédéral d'Australie acceptait de couvrir jusqu'à 75 % de l'aide. 

## Retrait du nom
À cause de l'impact du cyclone en Australie, le nom de Joy a été retiré plus tard par l'Organisation météorologique mondiale des listes futures de noms, en ce qui concerne les cyclones de la zone australienne.